# Dannemora
Denne artikel handler om byen Dannemora i Östhammars kommune. Se også Dannemora (forskellige betydninger)
Dannemora er en landsby og gammel mineby i Östhammars kommune, tre kilometer vest for Österbybruk. Kirken ligger langs vejen mod Knypplan, cirka tre kilometer sydvest for minebyen. Byen havde 214 indbyggere i 2015.
Området er bedst kendt for Dannemora-minerne. I forbindelse med minedriften byggedes Dannemora–Hargs Jernbane, som forbandt minerne med Hargshamn ved kysten.